# Keith Hamilton
Pour les articles homonymes, voir Hamilton.
(en) Statistiques sur pro-football-reference
Keith Lamarr Hamilton né le 25 mai 1971 à Paterson dans le New Jersey aux États-Unis, est un joueur de football américain ayant évolué chez les Giants de New York au poste de Defensive tackle en NFL.
Au niveau universitaire, il a évolué en NCAA dans l'équipe des Panthers de Pittsburgh pendant trois années avant d'être sélectionné à l'âge de 20 ans lors de la draft 1992 de la NFL par les Giants (il a renoncé à son année senior).
Il jouera toute sa carrière professionnelle avec les Giants.
Il était surnommé The Hammer (le marteau) et  a joué 173 matchs sous l'uniforme des Giants, le classant 6e à égalité avec Harry Carson de tous les joueurs historiques de la franchise.
Lors de la saison 2000, il réalise 10 sacks ce qui lui vaut d'être nommé pour le Pro Bowl de 2000. Il n'y participe pas puisqu'il jouera le Super Bowl XXXV après avoir gagné la finale de conférence NFC. Il est également nommé MVP défensif des Giants en fin de saison 2000.
En octobre 2002, il se blesse au talon d'Achille qui le met sur la touche le reste de la saison. Tout le monde pense qu'il va mettre un terme à sa carrière mais c'est mal le connaitre. Il revient et ne rate qu'un seul match sur toute la saison 2003.
Il arrête ensuite sa carrière avec un bilan, en 12 saisons, de 526 tackles, 14 fumbles recouverts et surtout 63 sacks (soit le 4e meilleur record de la franchise, les sacks en NFL n'ayant été officiellement comptabilisés que depuis 1982).

## Ennuis juridiques
- Le 22 mai 2003, Hamilton, habitant à West Paterson (maintenant Woodland Park dans le New Jersey) est arrêté en détention de cocaïne, en détention de moins de 50 g' de marijuana, de matériel illicite, et occupé à consommer de l'alcool dans son véhicule[2]. Hamilton plaide coupable le 24 mai 2004.
- Le vendredi 3 février 2006, il est arrêté tôt chez lui après que la police ait enregistré deux plaintes à son encontre le dénonçant d'avoir frappé à plusieurs reprises son fils âgé de 12 ans (Darius Hamilton). Hamilton est condamné le vendredi 11 août à trois ans de probation pour ces faits. La police avait confirmé que le 1er février, Hamilton avait frappé son fils avec un câble électrique, qu'il l'avait saisi à la gorge et lui avait asséné un coup de coude dans la poitrine à la suite de mauvaises notes à l'école[3].

## Vie privée
Keith Hamilton a eu trois enfants :
- Darius Hamilton qui évolue chez les Rutgers au poste de DT
- Myles Hamilton, âgé de 10 ans qui fait sensation sur les terrains de football aux postes de LB, HB , FB et DE
- une fille, Karrington Hamilton qui est à l'université

Il réside toujours dans le New Jersey. Il possède également une société immobilière florissante et travaille comme analyste de football à la radio Sirius/XM.

## Statistiques en NFL
| Année          | Équipe         | MJ  |       | Plaquages | Plaquages | Plaquages | Plaquages |       | Interceptions | Interceptions | Interceptions | Interceptions |  | Fumbles | Fumbles |
| Année          | Équipe         | MJ  | Total | Seul      | Ast.      | Sacks     | Nb.       | Yards | Déf.          | TD            | Nb.           | Rec.          |  |         |         |
| 1992           | NYG            | 16  | -     | -         | -         | 3.5       | -         | -     | -             | -             | -             | 1             |  |         |         |
| 1993           | NYG            | 16  | -     | -         | -         | 11.5      | -         | -     | -             | -             | -             | 1             |  |         |         |
| 1994           | NYG            | 15  | -     | -         | -         | 6.5       | -         | -     | -             | -             | -             | 3             |  |         |         |
| 1995           | NYG            | 14  | -     | -         | -         | 2         | -         | -     | -             | -             | -             | 3             |  |         |         |
| 1996           | NYG            | 14  | -     | -         | -         | 3         | -         | -     | -             | -             | -             | -             |  |         |         |
| 1997           | NYG            | 16  | -     | -         | -         | 8         | -         | -     | -             | -             | -             | 2             |  |         |         |
| 1998           | NYG            | 16  | -     | -         | -         | 7         | -         | -     | -             | -             | -             | 1             |  |         |         |
| 1999           | NYG            | 16  | -     | -         | -         | 4         | -         | -     | -             | -             | -             | 2             |  |         |         |
| 2000           | NYG            | 16  | -     | -         | -         | 10        | -         | -     | -             | -             | -             | -             |  |         |         |
| 2001           | NYG            | 13  | 34    | 19        | 15        | 6         | -         | -     | 3             | -             | -             | -             |  |         |         |
| 2002           | NYG            | 6   | 14    | 11        | 3         | 0         | -         | -     | 1             | -             | -             | -             |  |         |         |
| 2003           | NYG            | 15  | 57    | 43        | 14        | 1.5       | -         | -     | 1             | -             | -             | -             |  |         |         |
| Totaux NYG/NFL | Totaux NYG/NFL | 173 | 105   | 73        | 32        | 63        | 0         | 0     | 5             | 0             | 0             | 13            |  |         |         |

| Année          | Équipe         | MJ |       | Plaquages | Plaquages | Plaquages | Plaquages |       | Interceptions | Interceptions | Interceptions | Interceptions |  | Fumbles | Fumbles |
| Année          | Équipe         | MJ | Total | Seul      | Ast.      | Sacks     | Nb.       | Yards | Déf.          | TD            | Nb.           | Rec.          |  |         |         |
| 1993           | NYG            | 2  | -     | -         | -         | 2.5       | -         | -     | -             | -             | -             | -             |  |         |         |
| 1997           | NYG            | 1  | -     | -         | -         | 1         | -         | -     | -             | -             | -             | -             |  |         |         |
| 2000           | NYG            | 3  | 10    | 7         | 3         | 0.5       | -         | -     | 2             | -             | -             | -             |  |         |         |
| Totaux NYG/NFL | Totaux NYG/NFL | 6  | 10    | 7         | 3         | 4         | 0         | 0     | 2             | 0             | 0             | 0             |  |         |         |